# Sedum
Chi Cảnh thiên (danh pháp khoa học: Sedum) hay Chi Phật giáp thảo, Chi Vạn niên thảo (trong tiếng Nhật), là một chi thực vật có hoa trong họ Lá bỏng (Crassulaceae), được Carl Linnaeus mô tả khoa học đầu tiên năm 1753. Chi này gồm trên 450 loài, phân bố trên khắp các châu lục (ngoại trừ Châu Nam Cực). Ở Việt Nam, có 2 loài là S. lineare (Trường sinh lá kim) và S. sarmentosum (Thủy bồn thảo).

## Các loài
Theo Thực vật chí Thế giới Trực tuyến (WFO), tính đến nay có 475 loài, 40 phân loài, 20 thứ và 1 dạng thuộc Chi Cảnh thiên đã được công nhận:
- Sedum actinocarpum Yamam. - Cảnh thiên quả sao
- Sedum album L. - Cảnh thiên hoa trắng
- Sedum adolphii Raym.-Hamet - Minh nguyệt
- Sedum alfredi Hance - Cảnh thiên đông nam
- Sedum allantoides Rose
- Sedum alpestre Vill.
- Sedum altissimum Poir.
- Sedum amplexicaule DC.
- Sedum anglicum Huds.
- Sedum annuum
- Sedum anomalum Britton
- Sedum anopetalum DC.
- Sedum athoum DC.
- Sedum atratum L.
- Sedum atropurpureum Turcz.
- Sedum australe
- Sedum baileyi Praeger - Cảnh thiên lá đối
- Sedum balfourii Raym.-Hamet - Cảnh thiên Mân Giang
- Sedum barbeyi Raym.-Hamet - Cảnh thiên hoa thưa
- Sedum beauverdii Raym.-Hamet - Cảnh thiên mũi ngắn
- Sedum boloniense Loisel.
- Sedum borissovae Balk.
- Sedum brevifolium DC.
- Sedum bulbiferum Makino
- Sedum burrito
- Sedum cauticola
- Sedum caespitosum (Cav.)
- Sedum cepaea L.
- Sedum cockerellii Britton
- Sedum caeruleum L.
- Sedum compressum Rose
- Sedum conzattii Rose
- Sedum corsicum Duby
- Sedum cotyledon
- Sedum dasyphyllum L. - Cảnh thiên hoa hồng
- Sedum debile S. Wats.
- Sedum dendroideum DC.
- Sedum diffusum S. Watson
- Sedum divergens S. Wats.
- Sedum douglasii Hook.
- Sedum ebracteatum Moc. & Sessé ex DC.
- Sedum erythrostictum Miq.
- Sedum euphorbioides Schltdl. ex Ledeb.
- Sedum ewersii
- Sedum forsterianum Sm.
- Sedum gattefossei Batt.
- Sedum glaucum Lam.
- Sedum gracile Haens. ex Willk.
- Sedum greggii Hemsl.
- Sedum havardii Rose
- Sedum hemsleyanum Rose
- Sedum hirsutum All.
- Sedum hispanicum L.
- Sedum iwarenge (Makino) Makino
- Sedum japonicum Siebold ex Miq. - Cảnh thiên vàng
- Sedum kamtschaticum Fisch.
- Sedum lanceolatum
- Sedum leblancei Raym.-Hamet
- Sedum lineare Thunb. - Trường sinh lá kim; Trường sinh lá tròng; Phật giáp thảo
- Sedum lucidum
- Sedum lydium Boiss.
- Sedum magellense Ten.
- Sedum moranense Kunth
- Sedum morganianum E. Walther
- Sedum multiceps Coss. & Durieu
- Sedum napiferum Peyr.
- Sedum nevii A. Gray
- Sedum nicaeense All.
- Sedum nussbaumerianum Georg Bitter
- Sedum nuttallianum Raf.
- Sedum oregonense
- Sedum pachyphyllum Rose
- Sedum palmeri S. Watson
- Sedum parvum Hemsl.
- Sedum pilosum M. Bieb.
- Sedum pulchellum Michx.
- Sedum purpureum (L.) Schult.
- Sedum rotundifolium Lam.
- Sedum rubens L.
- Sedum rupestre L.
- Sedum rupicola G. N. Jones
- Sedum sarmentosum Bunge - Thủy bồn thảo; Tường thảo trườn
- Sedum sediforme (Jacq.) Pau
- Sedum sempervivoides Fisch. ex M. Bieb.
- Sedum sempervivum Ledeb. ex Spreng.
- Sedum sexangulare L.
- Sedum spathulifolium Hook.
- Sedum spurium
- Sedum stahlii Solms
- Sedum stenopetalum Pursh
- Sedum stribrnyi Velen.
- Sedum subtile Miq.
- Sedum ternatum Michx.
- Sedum tetractinum Fröd. - Cảnh thiên vảy cá; Sedum đồng tiền
- Sedum villosum L.
- Sedum woodwardii N. E. Br.